# 슬픈 유혹
buena serie !!《슬픈 유혹》은 KBS 2TV에서 1999년 12월 26일 세기말 특집극으로 동성애를 소재로 다루며 120분간 2회로 나눠 방송되었던 텔레비전 단막 드라마다.

## 등장 인물

### 주요 인물
- 김갑수 : 정문기 역
- 김미숙 : 서정혜 역
- 주진모 : 신준영 역

### 그 외 인물
- 정욱 : 회사 대표
- 유승봉 : 사표 쓴 김부장
- 김창봉 : 회사 간부
- 안해숙 : 준영의 형수
- 이미경 : 은숙 역. 정혜의 친구
- 장기용 : 은숙의 남편. 문기의 직장 동료
- 이용진
- 류태술
- 임종순
- 김원배 : 임실장
- 김경응 : 준영의 옛 연인
- 이재식
- 장세래
- 김준수
- 백명희